# Полковніков Анатолій Анатолійович
Анатолій Анатолійович Полковніков - український ресторатор, громадський діяч, журналіст.

Народився 17 лютого 1976 року, Київ, Україна.
Керівник Українського центру міжнародного партнерства , засновник консалтингового агентства Ей Пі Консалтинг.

## Освіта
- 1993 рік - Київська загальноосвітня школа №188.
- 1997 рік - Київський коледж комп'ютерних технологій і економіки.
- 2000 рік - Київський університет туризму, економіки і права.
- 2023 рік - МВА SIC Academy Ontario, Canada.

## Кар’єра
- З 1997 року працював в ресторанному бізнесі[1].
- З 2005 року веде власний бізнес. Основні напрямки: консалтинг, індустрія гостинності, готелі, ресторанне господарство, маркетинг, організація заходів, семінарів, конференцій.[2]
- За час роботи в ресторанному бізнесі започаткував понад 20 проектів[3][4][5][6].
- З 2012 року займається благодійністю, соціальними проектами, громадською діяльністю[7][8][9].
- З 2014 року займається організацією гуманітарної допомоги населенню Донецької і Луганської областей, яке постраждало в ході конфлікту на сході України[10][11].
- З 2014 року, як координатор волонтерських програм в складі команди Благодійного фонду Олександра Фельдмана[12]. Організував евакуацію більше 10 тисяч осіб із зони активних бойових дій, та доставив кілька сотень тонн гуманітарних вантажів[13][14][15].
- У 2015 році отримав грант UNDP на створення робочих місць для вимушених переселенців[16].
- З 2019 року учасник Національної спілки журналістів України (НСЖУ)[17][18].
- Керував соціальним проектом Feldman Ecopark , на базі якого реалізував програми для інвалідів, національних меншин, незахищених соціальних верств населення та інші благодійні ініціативи.
- Співпрацює з Товариством Червоного Хреста України , Ротарі Інтернешнл , Міжнародним благодійним фондом Олександра Фельдмана[19].

## Рекорди України

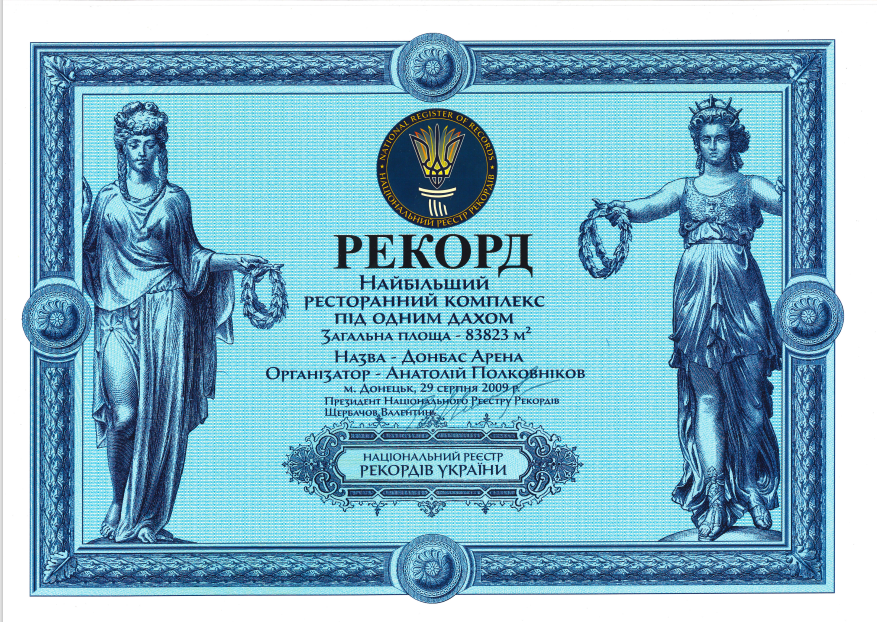
Сертифікат, що засвідчує рекорд "Найбільший ресторанний комплекс під одним дахом"

Встановив два рекорди, що підтверджено Національним реєстром рекордів України.
- У 2009 році організував найбільший в Україні ресторанний комплекс під одним дахом. Ресторанне господарство стадіону Донбас Арена, який, в подальшому було визнано одним з п'яти кращих європейських стадіонів.

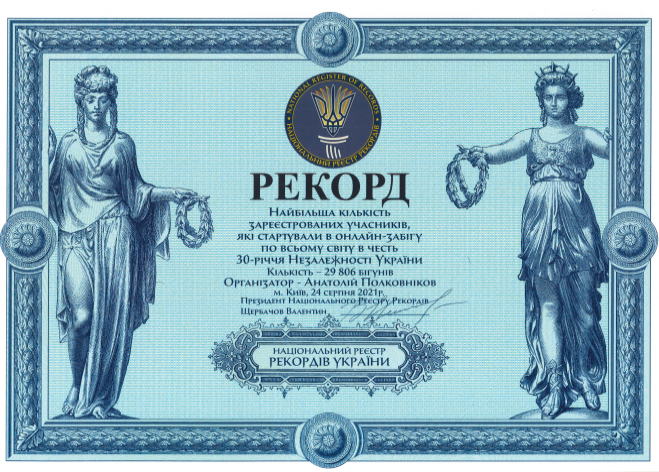
Сертифікат, що засвідчує рекорд "Найбільша кількість зареєстрованих учасників, які стартували в онлайн-забігу по всьому світу в честь 30-річчя Незалежності України"

- Сертифікат, що засвідчує рекорд "Найбільша кількість зареєстрованих учасників, які стартували в онлайн-забігу по всьому світу в честь 30-річчя Незалежності України"У 2021 році організував наймасштабніший, за кількістю учасників, міжнародний онлайн забіг.[20]

## Значні події
Організував низку міжнародних благодійних форумів «Взаємодія без кордонів», міжнародну конференцію по гуманітарному розмінуванню.

## Нагороди та відзнаки
- 2003 рік - Подяка Американської Торгівельної Палати.
- 2005 рік - Грамота - подяка голови Донецької міської адміністрації.
- 2006 рік - Подяка голови Київської міської адміністрації.
- 2014 рік - Подяка Червоного Хреста України.
- 2015 рік - Подяка спостережної місії ОБСЄ.
- 2019 рік - Подяка Національної гвардії України.
- 2023 рік - Відзнака "За заслуги" за поданням Міжнародної Правозахисної Федерації.
- 2023 рік - Медаль «За волонтерську діяльність» за поданням Переяславської міської ради.
- 2023 рік - Орден "Слава України» за поданням Асоціації Волонтерів України[24].

## Публікації
- «Краудфандинг: где найти деньги, если их нет». Автор: Анатолій Полковніков. Видавництво: «ООО "Ресторатор Украина». Кількість сторінок: 46-50. Рік видання: 2019.[25]